# Bilhorod-Dnistrovskyj
Bilhorod-Dnistrovskyj (ukrajinsky Білгород-Дністровський, rusky Бе́лгород-Днестро́вский, rumunsky Cetatea Albă, turecky Akkerman) je město na jižní Ukrajině. Leží v Oděské oblasti při Dněsterském limanu, 18 km od Černého moře a 90 km jihozápadně od Oděsy. Je centrem rajónu a největší stanicí na trati Oděsa – Izmajil.
Město je jedním z nejstarších sídel v zemi: pod názvem Tyras je založili řečtí kolonisté zřejmě roku 502 př. n. l. V průběhu dějin patřilo mnoha státům; mezi světovými válkami bylo součástí Velkého Rumunska. Dochovala se zde původně turecká tvrz Akkerman. Většinu z 47  tisíc obyvatel tvoří Ukrajinci, dále zde žijí Rusové, Bulhaři a Rumuni/Moldavané.